# ワシントン・セミナリー
ワシントン・セミナリー（英語：Washington Female Seminary）は、1836年から1948年までペンシルベニア州ワシントンにあった、長老派教会の女学校である。州内でもっとも高名な女学校であった。

## 歴史
ワシントン・セミナリーは全国的な「フィーメイル・セミナリーブーム」の中で生まれた。すなわち、時代背景として、子供を立派な市民に育てるためには、知性的な母親が必要であるという考え方が広まった。また、急速に公立学校が普及したために、教師の数が不足していた。当時、男性の半分の給料で雇用できる女性教師の需要は多かった。敬虔で、教育のある家庭婦人の育成とともに、女性教師・女性宣教師の育成を目的とするフィーメイル・セミナリーとよばれる女子中等教育機関が数多く設立された。当時の中産階級出身の独身女性にとって教師以外に職業の選択肢がないという事情もあった。
1835年に校舎の建設が始まり、1836年に開校した。創立者は2人の奴隷制廃止主義者、「フランシス・ジュリウス・ルモインとアレキサンダー・リードである
。ペンシルベニア州議会から正式に設置を認可された 。フィラデルフィアのフランシス・ビドル夫人が1840年まで初代校長をつとめた。第2代校長はエマ・ウィラード門下のサラ・B・ハンナ（1840年-1874年） 、第3代校長はナンシー・シェラードがつとめた。1886年まで入学者は100から150人いた。カリキュラムは一流の女子大学への入学を目指すコースと、音楽、美術、弁論術を学ぶコースとにわかれていた。新約聖書を文学的な観点から講義する、数少ない学校のひとつであった。
1848年に卒業したレベッカ・ハーディング・デイビスは最も有名な卒業生である 。2013年4月、スワンソン・サイエンスセンターの近く、以前ワシントン・セミナリーがあった場所に、デイビスを称える記念プレートが設置された。ワシントン＆ジェファーソン大学 のジェニファー・ハーディング教授の尽力による。
ジョン・レイトン・スチュワートが管財人となった。
閉校したワシントン・セミナリーをワシントン＆ジェファーソン大学が譲り受け、マクルバン・ホールと改名した。